# Sự mất tích của Emma Fillipoff
Emma Fillipoff (sinh 6 tháng 1 năm 1986) mất tích từ ngày 28 tháng 11 năm 2012, biến mất trước đại sảnh Khách sạn Empress ở Victoria, British Columbia, năm 26 tuổi.

## Mất tích
Fillipoff lần cuối được nhìn thấy ở đại sảnh khách sạn Empress ở Victoria vào khoảng 7:30-8:30 tối ngày 28 tháng 11 năm 2012. Vào lần cuối cô được nhìn thấy thì cảnh sát Victoria đang nói chuyện với cô. Chiếc Mazda MPV đời 1993 đỏ của cô được tìm thấy ở bãi đỗ xe Chateau Victoria với gần như toàn bộ tư trang của cô, trong đó có cả hộ chiếc, thẻ thư viện, máy ảnh kĩ thuật số, quần áo, một chiếc gối, đồ trang điểm, laptop cá nhân của cô, và một cuốn sách mới mượn từ thư viện. Người ta tin rằng cô sử dụng chiếc xe như là nơi chứa đồ.
Sự mất tích của Fillipoff là chủ đề trong một tập của chương trình truyền hình của Canadian Broadcasting Corporation, The Fifth Estate.

## Hoàn cảnh mất tích
Fillipoff đến Victoria từ Ontario vào mùa hè năm 2011. Cô từng làm việc trong thời gian ngắn tại nhà hàng hải sản theo mùa Red Fish Blue Fish tại cảng Inner, Victoria. Cô bỏ việc ngày 31 tháng 10 năm 2012, vì công việc làm việc theo mùa, cô nói với đồng nghiệp rằng sẽ trở lại vào mùa Xuân.
Sáng ngày 28 tháng 11, Fillipoff được bắt gặp tại một cửa hàng 7-Eleven ở phố Government đang mua điện thoại trả trước. Cô được nhìn thấy rời nơi trú ẩn cho người vô gia cư Sandy Merriman House ở khu vực dành cho nữ 6 giờ tối hôm đó. Sau đó, cô đi bộ chân trần đến trước khách sạn Empress. Một nhân viên lễ tân ở đây, Dennis Quay, gọi cảnh sát và nói rằng có một người phụ nữ trong bộ dạng thê thảm ở trước cửa khách sạn.
Cảnh sát Victoria ngay lập tức đến hiện trường và phỏng vấn cô trong vòng 45 phút. Họ lấy tên cô và cho rằng cô không phải mối nguy hại với người khác hay tự gây hại cho cô. Họ thả cô và không ai nhìn thấy cô từ 7:45 tối ngày hôm đó.
Các nhà điều tra tìm được hơn 200 đầu mối, tất cả đều là thông tin tối giản. Đa số các bằng chứng đều cho rằng cô đang dự định trở về nhà ở Ottawa, nhưng không có bằng chứng cho thấy cô đã rời khỏi thành phố. Cô mới đăng ký và nhận thẻ tín dụng  chỉ vài ngày trước khi biến mất. Chiếc điện thoại trả trước chưa bao giờ được kích hoạt. Chiếc thẻ tín dụng thì khác, nó đã được tìm thấy ở phía Bắc so với địa điểm cô mất tích bởi một người lạ, người mà cảnh sát tìm thấy sau khi ông ta mua thuốc lá với chiếc thẻ.

## Đầu mối
Tờ Campbell River Courier-Islander viết bài cho rằng vào tháng 5 năm 2014 ở Gastown, Vancouver, chủ cửa hàng tên Joel và Lori Sellen chứng kiến một người đàn ông vứt một tấm tờ rơi thông báo mất tích. Chủ cửa hàng cho biết đó là tờ rơi thưởng 25,000 đô la Mỹ cho trường hợp của Fillipoff, và người đàn ông nói: "It’s one of those missing persons posters, except she’s not missing, she’s my girlfriend and she ran away ‘cause she hates her parents." (Nó là một trong những tờ rơi tìm những người đó [mất tích], nhưng co ta có biến mất đâu. Cô là bạn gái tôi và cô ta bỏ chạy bố mẹ) Chủ cửa hàng lập tứ báo cảnh sát, và cung cấp đoạn băng ghi hình của người đàn ông.